# Joachim P. Kuettner
Joachim P. Kuettner, auch Joachim Küttner (* 21. September 1909 in Breslau; † 24. Februar 2011 in Boulder (Colorado)) war ein deutsch-amerikanischer Physiker.

## Karriere

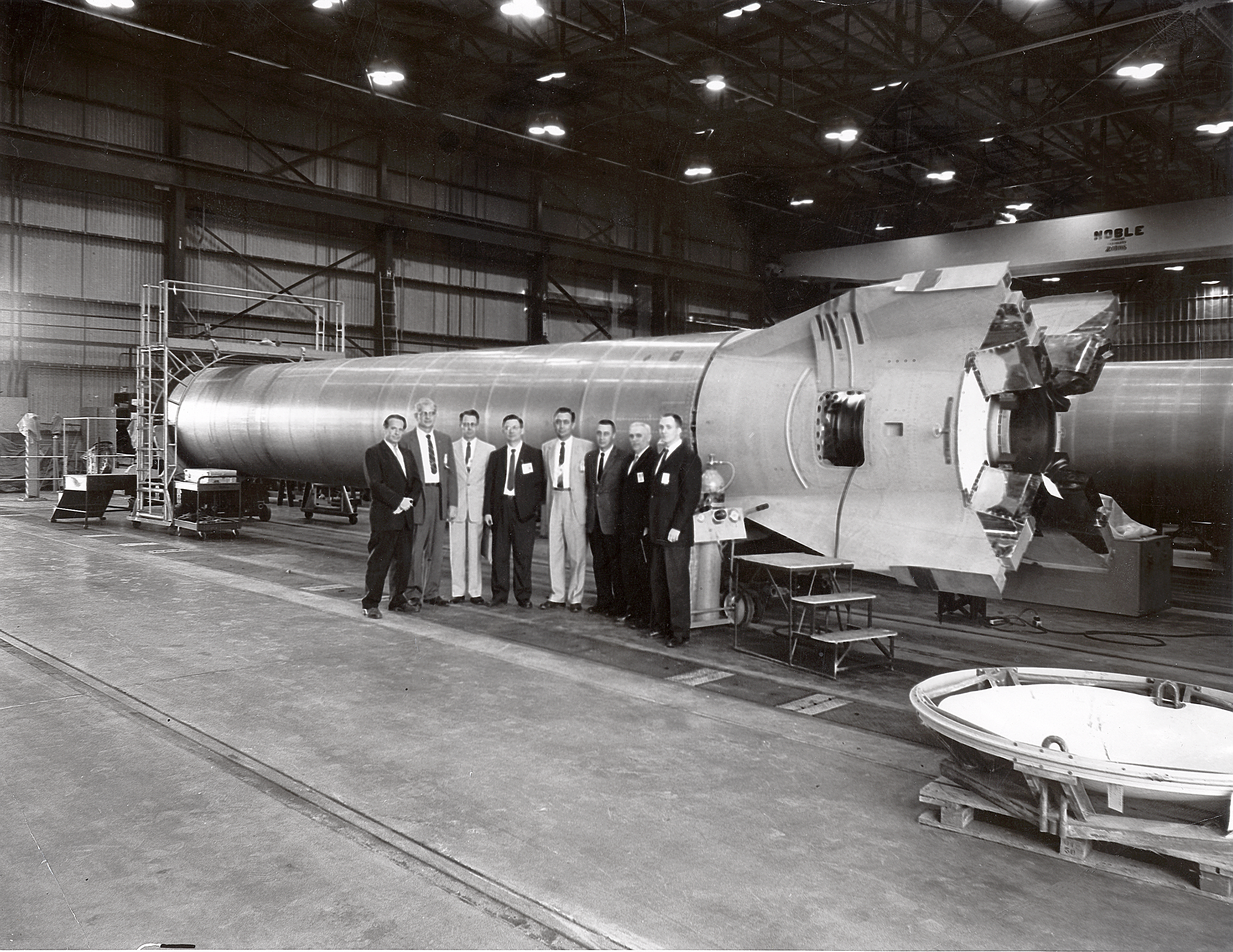
Mercury-Redstone-Rakete im Marshall Space Flight Center (MSFC), ganz links Kuettner

Nach dem Studium der Physik in Darmstadt und Helsinki promovierte Kuettner 1939 in Hamburg „Zur Entstehung der Föhnwelle“. Als Luftfahrtpionier unternahm er 1937 im Rahmen seiner wissenschaftlichen Untersuchungen abenteuerliche Forschungs- und Rekordflüge in einer unbekannten Aufwindart – in Leewellen, die sich im Lee des Riesengebirges ausbilden und durch Moazagotl-Wolken angezeigt werden.
Weitere Rekorde folgten:
- 14. September 1937: Wellenflug bis 23.000 ft (ca. 7.000 m) ohne Sauerstoff – inoffizieller Höhenweltrekord im Segelflugzeug (abgebrochen, als Kuettner an der Schwelle zu Bewusstlosigkeit stand)[3]
- 1951: Höhenweltrekord 38.000 ft (ca. 11.600 m) im doppelsitzigen Segelflugzeug mit Bob Symons
- 14. April 1955: deutscher Höhenrekord mit 13.015 m im Segelflugzeug (Schweizer SGS 2-25) im Rahmen des Jetstream-Projects, immer noch gültiger deutscher Höhenrekord[4]

Er war Testpilot und Ingenieur bei Dornier, Messerschmitt und Zeppelin und flog in dieser Zeit 45 Flugzeugtypen. Unter anderem leitete er die Flugerprobung der Messerschmitt Me 323 „Gigant“.
Nach dem Krieg baute er die meteorologische Wetterwarte Zugspitze wieder auf und leitete sie drei Jahre. Dabei erforschte er Gewitter und erstellte seine Habilitationsschrift.
1948 ging Kuettner an das Geophysical Research Directorate in Cambridge (Massachusetts), 1951 an die University of California. Ab 1958 arbeitete Kuettner am Marshall Space Flight Center der NASA in Huntsville. Dort wurde er Centers Director des Mercury-Programms, bei dem erstmals US-Amerikaner ins All flogen.
Anschließend wurde er Direktor des Apollo System Office innerhalb des Apollo-Programms. Zu seiner Verantwortung gehörte die Integration der Rakete Saturn V mit dem Apollo-Raumschiff im Zuge der Mondlandung. Ab 1965 war er Chief Scientist beim National Satellite Center in Washington, ab 1967 Bereichsleiter bei der National Oceanic and Atmospheric Administration (NOAA) in Boulder in Colorado. 1972 wurde er von der World Meteorological Organization (WMO) zum Internationalen Direktor von Großexperimenten im Rahmen des Global Atmospheric Research Programme (u. a. Global Atlantic Tropical Experiment mit Teilnehmern aus 70 Nationen, 39 Schiffen und 13 Forschungsflugzeugen).
Ab 1985 arbeitete Kuettner am National Center for Atmospheric Research (NCAR) und der University Corporation for Atmospheric Research (UCAR) in Boulder.
Kuettner veröffentlichte etwa 150 Publikationen auf dem Gebiet der Atmosphärenphysik und der Luft- und Raumfahrt.

## Auszeichnungen
- Goldmedaille der Royal Geographical Society (RGS)
- Lilienthal-Medaille der Fédération Aéronautique Internationale (FAI)
- Goldmedaille des U.S. Department of Commerce (NOAA)
- Cleveland-Abbe Award der American Meteorological Society (AMS)
- Alfred-Wegener-Medaille der Deutschen Meteorologischen Gesellschaft (DMG)
- Julius von Hann Medaille der Österreichischen Meteorologischen Gesellschaft
- OSTIV Plaque der Organisation Scientifique et Technique International du Vol à Voile (OSTIV)
- Tuntland Research Award der Soaring Society of America (SSA)
- Honorary Doctor of Science der University of Colorado (1999)
- Ehrendoktorwürde der Fakultät für Physik der Ludwig-Maximilians-Universität München (1999)
- Ehrenmitgliedschaft der DMG und der AMS
- Im 30. März 2010 verlieh ihm der deutsche Bundespräsident Horst Köhler das Verdienstkreuz 1. Klasse des Verdienstordens der Bundesrepublik Deutschland[9][10]

## Küttner-Preis
1987 stiftete er den nach ihm benannten, mit 10.000 Dollar dotierten „Küttner-Preis“ für Langstreckenflüge im Segelflugzeug über 2000 km in gerader Linie, den Klaus Ohlmann (Mountain Wave Project) am 23. November 2003 mit einem Flug von 2123 km Länge von El Calafate nach San Juan entlang der argentinischen Anden gewann.
Daraufhin schrieb die OSTIV im Jahr 2004 auf Initiative von Joachim Kuettner einen neuen Küttner-Preis für einen Segelstreckenflug über 2500 km in gerader Linie aus. Der neue Küttner-Preis besteht aus einer Skulptur mit dem eingravierten Namen des Piloten, den Flugdaten und ist mit 10.000 US-Dollar dotiert.